# Amaradix
Amaradix – rodzaj owadów należących do rzędu pcheł.
Należą tutaj następujące gatunki pcheł:
- Amaradix bitterrootensis bitterrootensis (Dunn in Dunn and Parker,

1923)
- Amaradix bitterrootensis vonfintelis (Prince, 1959)